# Skal vi lege doktor?
Skal vi lege doktor? er det danske heavy metal-band Red Warszawas andet studiealbum. Albummets undertitel er "Greatest Hits 1986-1997 Volume 2".

## Spor
På albummet er sangene:
1. "Skal vi lege Doktor"
2. "Slå ihjel"
3. "Den sorte garderobe"
4. "Satanisk kommunisme"
5. "Fjæsing"
6. "MC Nymands rap"
7. "Sindsyg af natur"
8. "Børnenes domstol"
9. "Strandvasker"
10. "Onnanitta"
11. "Noas ark"
12. "Ulrikkensborg Plads"
13. "Lumrefismanden"
14. "Nord for Nordkap"
15. "Julemandens selvmordsbrev"
16. "Instant Drunk"